# Gemeindebrandmeister (Niedersachsen)
Ein Gemeindebrandmeister bezeichnet in Niedersachsen den Leiter einer Freiwilligen Feuerwehr auf Gemeindeebene (Samt- oder Einheitsgemeinde). In Städten führt der Gemeindebrandmeister die Bezeichnung Stadtbrandmeister. Die Ortsfeuerwehr der Gemeinde bzw. Stadt werden vom Ortsbrandmeister geführt. Maßgebliche Rechtsnormen für den Gemeindebrandmeister sind §§ 20f. NBrandSchG.

## Wahl und Ernennung
Gemeindebrandmeister und Ortsbrandmeister sowie ihre Stellvertreter werden jeweils für die Dauer von sechs Jahren in das Ehrenbeamtenverhältnis berufen. Ihre Amtszeit endet spätestens mit Ablauf des Monats, in dem sie das 67. Lebensjahr vollenden. Über ihre Ernennung beschließt der Rat der Gemeinde nach Anhörung des Kreisbrandmeisters.
Als Gemeindebrandmeister und Stellvertreter ist vorgeschlagen, wer in einer hierzu einberufenen Versammlung der Angehörigen der Einsatzabteilung der Freiwilligen Feuerwehr mit Ausnahme der Doppelmitglieder die Mehrheit der Stimmen der Anwesenden erhält. In Gemeinden mit Ortsfeuerwehren ist abweichend vorgeschlagen, wer die Mehrheit der Stimmen der Ortsbrandmeister und ihrer Stellvertreter erhält.
Als Ortsbrandmeister und Stellvertreter ist vorgeschlagen, wer in einer hierzu einberufenen Versammlung der Angehörigen der Einsatzabteilung der Ortsfeuerwehr mit Ausnahme der Doppelmitglieder die Mehrheit der Stimmen der Anwesenden erhält.

## Unterstellung
Ihm unterstehen die Ortsbrandmeister seiner Gemeinde.

## Dienstgrade
Aufgrund der verschiedenen Stärken der Freiwilligen Feuerwehren wird eine Unterscheidung bei den Ortsbrandmeistern in verschiedene Dienstgrade vorgenommen:
- bei Feuerwehren mit Grundausstattung

| Erster Hauptlöschmeister                               | Brandmeister                          |
| stv. Ortsbrandmeister/-in Erster Hauptlöschmeister/-in | Ortsbrandmeister/-in Brandmeister/-in |

- bei Stützpunktfeuerwehren

| Brandmeister                               | Oberbrandmeister                          |
| stv. Ortsbrandmeister/-in Brandmeister/-in | Ortsbrandmeister/-in Oberbrandmeister/-in |

- bei Schwerpunktfeuerwehren

| Oberbrandmeister                               | Hauptbrandmeister                          |
| stv. Ortsbrandmeister/-in Oberbrandmeister/-in | Ortsbrandmeister/-in Hauptbrandmeister/-in |

Die Gemeinde- und Stadtbrandmeister sind noch einmal besonders gegenüber den Ortsbrandmeistern hervorgehoben.
- bei Städten und Gemeinden ohne Berufsfeuerwehr

| Hauptbrandmeister                                               | Erster Hauptbrandmeister                                          |
| stv. Gemeinde- oder Stadtbrandmeister/-in Hauptbrandmeister/-in | Gemeinde- oder Stadtbrandmeister/-in Erster Hauptbrandmeister/-in |

- bei Städten mit Berufsfeuerwehr

| Erster Hauptbrandmeister                                | Abschnittsbrandmeister                           |
| stv. Stadtbrandmeister/-in Erster Hauptbrandmeister/-in | Stadtbrandmeister/-in Abschnittsbrandmeister/-in |

## Voraussetzungen
Gemeindebrandmeister und Ortsbrandmeister sowie ihre Stellvertreter müssen persönlich und fachlich geeignet sein. Sie müssen insbesondere praktische Erfahrungen im Feuerwehrdienst
besitzen und an den vorgeschriebenen Ausbildungslehrgängen einer zentralen Ausbildungseinrichtung eines Landes mit Erfolg teilgenommen haben.
Ein Gemeindebrandmeister soll nicht gleichzeitig Ortsbrandmeister sein.